# Port Jervis
Port Jervis fundada en 1907, es una ciudad ubicada en el condado de Orange en el estado estadounidense de Nueva York. En el año 2000 tenía una población de 8,860 habitantes y una densidad poblacional de 1,346.8 personas por km².

## Geografía
Port Jervis se encuentra ubicada en las coordenadas 41°22′32″N 74°41′20″O / 41.37556, -74.68889. Según la Oficina del Censo, la ciudad tiene un área total de 7 km² (2,7 mi²), de la cual 6,6 km² (2,5 mi²) es tierra y 0,5 km² (0,2 mi²) (6.64%) es agua.

## Demografía
Según la Oficina del Censo en 2000 los ingresos medios por hogar en la localidad eran de $30,241, y los ingresos medios por familia eran $35,481. Los hombres tenían unos ingresos medios de $31,851 frente a los $22,274 para las mujeres. La renta per cápita para la localidad era de $16,525. Alrededor del 24.7% de la población estaban por debajo del umbral de pobreza.